# Santo Estêvão de Barrosas
Santo Estêvão de Barrosas (llamada oficialmente Barrosas (Santo Estêvão)) era una freguesia portuguesa del municipio de Lousada, distrito de Oporto.

## Historia
Fue suprimida el 28 de enero de 2013, en aplicación de una resolución de la Asamblea de la República portuguesa promulgada el 16 de enero de 2013 al unirse con la freguesia de Lustosa, formando la nueva freguesia de Lustosa e Barrosas (Santo Estêvão).